# 金石门镇
金石门镇（法語：Porte des Pierres Dorées，法語發音：[pɔʁt de pjɛʁ dɔʁe]）是法国罗讷省的一个市镇，属于索恩河畔自由城区。该市镇于2017年由原市镇普伊勒莫尼亚勒和列尔格合并而成。2019年，市镇雅尔尼乌并入金石门镇。

## 地名
该地名“Porte des Pierres Dorées”意即为“金石之门”，其得名于当地建筑使用的材料——金石（Pierres Dorées，意为“金色的石头”）。

## 地理
金石门镇（45°58'1"N, 4°39'0"E）面积9.13 平方千米，位于法国奥弗涅-罗讷-阿尔卑斯大区罗讷省，该省份为法国中东部省份，北起顺时针与索恩-卢瓦尔省、安省、里昂大都会、伊泽尔省和卢瓦尔省接壤。
与金石门镇接壤的市镇（或旧市镇、城区）包括：科尼、拉斯纳、格莱泽、利马、波米耶、泰泽、维尔叙雅尔尼乌。
金石门镇的时区为UTC+01:00、UTC+02:00（夏令时）。

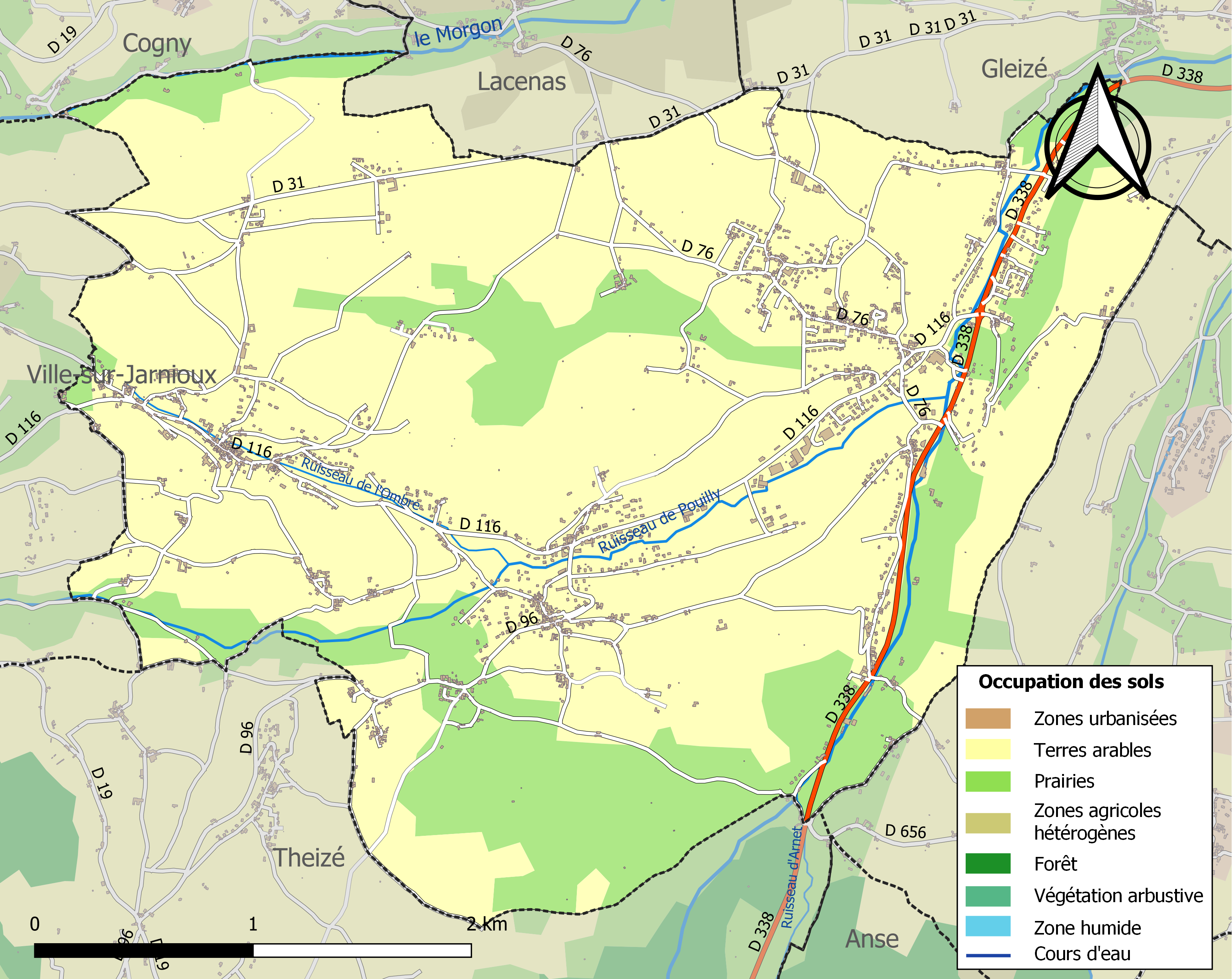
金石门镇的OSM定位图

## 行政
金石门镇的邮政编码为69400，INSEE市镇编码为69159、69114。

## 政治
金石门镇所属的省级选区为瓦勒德万县。

## 人口
金石门镇于2022年1月1日时的人口数量为4079人。